# Протосоціологія
Протосоціологія (грецьк. προτος – перший та «соціологія» – наука про суспільство) 
1. етап розвитку соціологічного знання, який передував виникненню соціології як науки (до І пол. – сер. ХІХ ст.);
2. загальна назва для позначення концепцій про суспільство, які були сформульовані у цей період.

У найзагальнішому вигляді під протосоціологією розуміють спроби опису та аналізу соціальних процесів та явищ, функціонування та розвитку суспільства.
До протосоціології відносять ті форми знання та пізнання, які існували у суспільній думці, та які зараз розглядаються як соціологічні. Тому віднесення того чи іншого матеріалу до П., по-перше, завжди залежить від розуміння власне соціології, а по-друге, за визначенням є ретроспективним. Зазвичай під П. розуміють соціально-філософські та філософські концепції відповідного періоду, але інколи до протосоціології відносять уявлення про суспільство, які не мають концептуального оформлення, але можуть розглядатися як відображення суспільних знань: міфологію, епос, релігійні погляди, історичні твори, закони, побутові уявлення, художню літературу тощо.
Періоди протосоціології:
1. Стародавній світ (до V ст.);
2. Середньовіччя (V ст. — сер. XVII ст.);
3. Новий час (XVII — поч. ХІХ ст.).

Найдавніші форми соціологічної думки.
Міф та епос найдавніші форми відображення дійсності родового та ранньокласового суспільства.
Міфологія та епос — позанаукові форми відображення дійсності, які не задовольняли вимоги нової системи організації суспільного життя — держави.
На стадіях раннього класового суспільства міф і епос були основними формами відображення соціальної дійсності. Міф — це найдавніша форма фантастичного пояснення суті природи і людини, в якому явища дійсності постають у вигляді чуттєво-образних уявлень. У міфі переважали фантастичні знання, а людина посідала місце статиста.
З розвитком суспільства виникає нова форма соціального знання— епос, в якому на перший план виходить людина. Вона не хоче покірно приймати свою долю, а бореться і може приносити себе в жертву заради інших людей. Епос — це оповідання про минуле, що відтворює картину народного життя, його ідеали, моральні норми, прагнення. В епосі суспільні відносини описуються такими, якими вони були насправді, а не віддзеркалюються у перевернутому вигляді, як у міфі, де вигадка і фантазія істотно спотворювали реальне життя людини.
Міф і епос — це позанаукові форми відображення дійсності. Соціально-історичний прогрес породжує нові форми її пізнання та відтворення у свідомості людей.
Зародження науки.
З’являються перші елементи наукового знання. Це стає можливим у зв’язку з розвитком суспільного поділу праці. Особливо велике значення для виникнення науки мало відокремлення розумової праці від фізичної, коли виділяється категорія людей, які професійно займаються духовною діяльністю. Соціальні теорії спробували створити вже Демокріт, Платон, Арістотель. Є чимало матеріалів, що свідчать про їх намагання пояснити сутність соціальних явищ, процесів і окремих фактів. Ці теорії нині здаються наївними, але за критеріями свого часу багато з них уважалися найрадикальнішими.
Задовго до появи соціології як науки використовувалися такі методи збирання інформації, як спостереження, опитування тощо. Слабкою стороною науки аж до XIX ст. був її споглядально-констатуючий характер. Століттями наука обмежувалася фіксацією подій, фактів у просторі й часі та не заглиблювалася в механізми суспільного розвитку.